# Менаџмент продаје
Менаџмент продаје је пословна дисциплина која се бави практичном применом техника продаје и управљање продајним операцијама компаније. То је важна пословна функција као нето продаја кроз продају производа и услуга, а резултирајући профит покреће већину комерцијалних фирми. Ово су обично и циљеви и индикатори учинка менаџмента продаје.
Менаџер продаје је уобичајена титула за некога ко се бави менаџментом продаје. Улога обично укључује развој талента.

## Планирање продаје
Планирање продаје укључује стратегију, постављање продајних циљева заснованих на профиту, квоте, прогнозе продаје, управљање потражњом и извршење продајног плана.
План продаје је стратешки документ који описује пословне циљеве, ресурсе и продајне активности. Обично следи водећу улогу маркетиншког плана, стратешког планирања и пословног плана са више специфичних детаља о томе како се циљеви могу остварити стварном продајом производа и услуга.

## Запошљавање продајног особља
Три основна задатка који се користе у менаџменту продаје, приликом запошљавања су: анализа посла, опис посла и квалификације за посао.
Анализа посла се врши како би се одредили одређени задаци за које би продавац био одговоран свакога дана. Ова анализа би требало да утврди које активности се сматрају виталним за успех компаније. Свака особа која је повезана са продајном организацијом или службом за људске ресурсе може да изврши анализу, као и спољни специјалиста (стручњак који је ангажован са стране). Особа која је одговорна за извршење анализе посла требало би да до детаља познаје дневне активности продаваца.
Опис посла је експлицитан резултат анализе посла. Опште информације састоје се од:
- Назив радног места
- Организациона структура
- Врсте производа и услуга за продају
- Типови клијената на које се позивају
- Дужности и одговорности везане за посао
- Захтеви посла

Добар опис посла ће идентификовати новчану компензацију за рад, обим посла и задатке продаваца. Осим тога, он носи одговорност за израду алата за запошљавање као што су пријавни обрасци и психолошки тестови.
Најтежи део овог процеса био би одређивање квалификација потребних за рад. Разлог за ову потешкоћу је што запошљавање утиче на конкурентску предност компаније на тржишту, као и на количину прихода. Поред тога, требало би да постоји скуп атрибута за запошљавање јер доводи у везу са сваким радним местом у продаји унутар компаније. Ако се појединац не уклапа у додељено окружење, то може бити због спољних фактора који су повезани са окружењем те особе.
Требало би напоменути да компанија треба бити опрезна да не подлегне дискриминацији у погледу запошљавања. Известан број квалификација (етничко порекло, старост, итд.) се не могу водити у процесу селекције запошљавања.

## Извештавање о продаји
Извештавање о продаји укључује кључне показатеље учинка продајне моћи.
Кључни индикатори учинка указују на то да ли се поступак продаје ефикасно користи и да ли се постижу резултати који су наведени у планирању продаје. Индикатори би требало да омогуће менаџерима продаје да благовремено предузму корективне мере везане за одступања од пројектованих вредности. Такође омогућава вишем менаџменту да оцени менаџере продаје.
Информације о продаји и продајном учинку су више усмерене преме резултатима него према самом процесу (продаје). 
Извештавање о продаји може да обезбеди мерила за надокнаду за управљање продајом. Награђивање најбољих менаџера без прецизних и поузданих извештаја о продаји није објективно.
Такође, извештаји о продаји служе највишем руководству за интерну употребу. Уколико новчана надокнада за друге дивизије зависи од коначних резултата продаје, потребно је представити резултате рада одељења за продају другим одељењима.
На самом крају, извештаји о продаји су потребни инвеститорима, партнерима и влади, тако да систем управљања продајом треба да има напредне могућности извештавања како би задовољио потребе различитих заинтересованих страна.